# W siódmym niebie
W siódmym niebie (ang. Cloud 9) – amerykańska komedia z 2006 roku w reżyserii Harry'ego Basila. Wyprodukowany przez Graymark Productions, Ruddy Morgan Productions, Frozen Pictures i Frozen Films Inc.

## Opis fabuły
Billy Cole (Burt Reynolds) organizuje drużynę siatkówki plażowej złożoną ze striptizerek. Dziewczyny podbijają serca męskiej widowni. Nikt jednak nie bierze pod uwagę aspiracji zawodniczek. Zniecierpliwione tym, że nikt nie traktuje ich poważnie, postanawiają udowodnić, że uroda nie jest ich jedynym atutem.

## Obsada
- Burt Reynolds jako Billy Cole
- D.L. Hughley jako Tenspot
- Paul Rodriguez jako Wong
- Angie Everhart jako Julie
- Paul Wesley jako Jackson Fargo
- Gabrielle Reece jako Christina Hansen
- Katheryn Winnick jako Olga
- Marnette Patterson jako Crystal
- Kenya Moore jako Champagne
- Patricia de Leon jako Corazon

i inni